# خانواده بشر

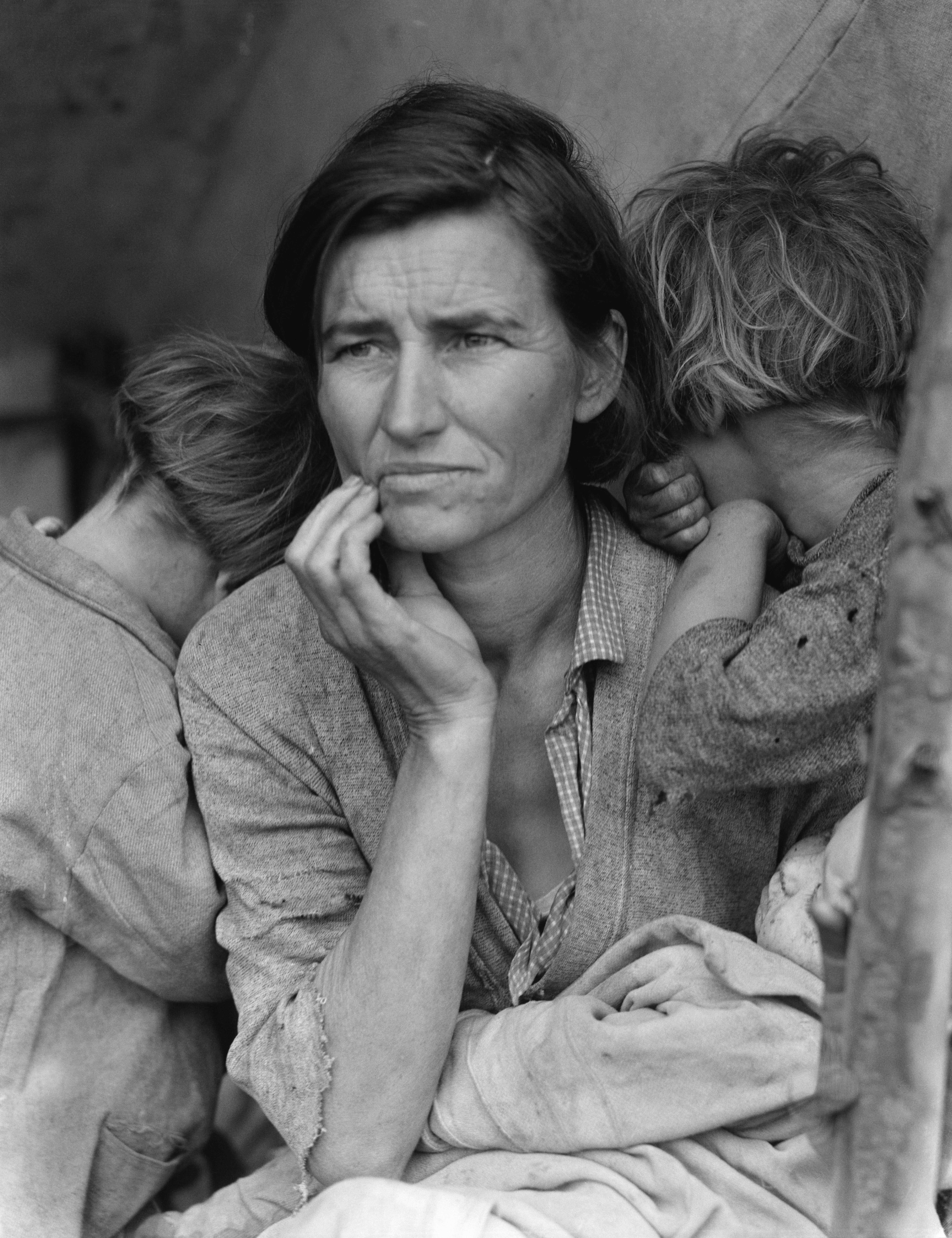
دوروتئا لانگه: مادر مهاجر، کالیفرنیا ۱۹۳۶.

خانواده بشر (انگلیسی: The Family of Man) یک نمایشگاه بلندپروازانه با ۵۰۳ عکس از ۶۸ کشور به سرپرستی ادوارد استایکن، مدیر بخش عکاسی موزه هنر مدرن نیویورک (MoMA) بود. به گفته استایکن، این نمایشگاه «اوج فعالیت حرفه‌ای او» را به تصویر می‌کشید. عنوان این نمایشگاه از شعری از کارل سندبرگ الهام گرفته شده‌است.
خانواده بشر در سال ۱۹۵۵ از ۲۴ ژانویه تا ۸ مه در موزه هنر مدرن نیویورک به نمایش گذاشته شد، سپس به مدت هشت سال با تعداد بی‌سابقه‌ای از بازدیدکنندگان در سراسر جهان به گشت و گذار پرداخت. استایکن در رابطه با جذابیت این نمایشگاه گفت: «مردم در میان بازدیدکنندگان به تصاویر نگاه می‌کردند و مردم در تصاویر به آنها نگاه می‌کردند. آنها همدیگر را شناختند.» مجموعه فیزیکی در قلعه کلروو در کشور زادگاه ادوارد استایکن، لوکزامبورگ، جایی که او در سال ۱۸۷۹ در بیوانژ زاده شده بود، بایگانی و به نمایش گذاشته شده‌است. اولین بار پس از مرمت نسخه‌های چاپی در سال ۱۹۹۴ در این مکان به نمایش درآمد.
در سال ۲۰۰۳، مجموعه عکس‌های خانواده بشر به دلیل ارزش تاریخی به ثبت حافظه جهانی یونسکو اضافه شد.